# مرکز پزشکی الخلیدی
مرکز پزشکی الخلیدی (به انگلیسی: Al Khalidi Medical Center) بیمارستانی در اردن است.